# میشل سرو
میشل سرو (انگلیسی: Michel Serrault؛ ۲۴ ژانویهٔ ۱۹۲۸ – ۲۹ ژوئیهٔ ۲۰۰۷) هنرپیشه اهل فرانسه بود.
وی برنده جوایزی همچون لژیون دونور و جایزه سزار بهترین بازیگر مرد در سال‌های ۱۹۷۹، ۱۹۸۲ و ۱۹۹۶ شده‌است.
از فیلم‌هایی که وی در آن نقش داشته‌است، می‌توان به گرگ و بره، تحت بازداشت، سرنوشت شگفت‌انگیز آملی پولن، شیاطین، قفسی برای دیوانگان، قفسی برای دیوانگان ۲، قفسی برای دیوانگان ۳: عروسی، بلفگور و دستمال‌های خود را آماده کنید اشاره کرد.